# Media Molecule
Media Molecule — английская частная компания, специализирующаяся на разработке компьютерных игр. Основана в 2006 году. К 11 февраля 2013 года студия насчитывала в своём штате 45 сотрудников. Штаб-квартира расположена в Юго-Восточной Англии, в городе Гилфорд.
Компания известна прежде всего серией компьютерных игр LittleBigPlanet, представляющих собой объединение жанров головоломки, платформера и редактор уровней.

## История
Студия Media Molecule была основана в 2006 году бывшими сотрудниками студии Lionhead Studios: Алексом Эвансом (Alex Evans), Марком Хили (Mark Healey), Дэйвом Смитом (Dave Smith) и Каримом Эттони (Kareem Ettouney). В то время они работали над инди-игрой Rag Doll Kung Fu и осознали, что способны создавать инновационные игры сами — в небольшой компании с семейной обстановкой и климатом внутри коллектива, что и привело к основанию студии Media Molecule.

### Развитие отношений с Sony Computer Entertainment
1 июня 2006 года было сообщено, что студия Media Molecule подписала эксклюзивное соглашение с Sony Computer Entertainment по работе над созданием оригинальной и инновационной игры для консоли PlayStation 3 (этой игрой стала Little Big Planet).
2 марта 2010 года Sony Computer Entertainment приобрела студию Media Molecule.

## Список разработанных игр
- LittleBigPlanet (2008, PlayStation 3);
- LittleBigPlanet 2 (2011, PlayStation 3);
- Tearaway (2013, PlayStation Vita);
- Tearaway: Unfolded (2015, PlayStation 4);
- Dreams (2020, PlayStation 4);

В начале июля 2011 года на мероприятии GameLab руководитель студии Шивон Редди (Siobhan Reddy) заявил, что студия отходит от разработки игр серии LittleBigPlanet и сфокусируется на своих новых идеях. Позже основателями студии игры серии LittleBigPlanet сравнивались с ребёнком, который вырос и покидает дом родителей. В конце июля 2011 года стало известно, что следующая игра серии LittleBigPlanet будет разрабатываться студией Double Eleven эксклюзивно для консоли PlayStation Vita.
В ходе выставки gamescom 2012 анонсирован следующий проект, над которым работает Media Molecule, это игра Tearaway для консоли PS Vita. Представитель студии сообщил, что это не единственный проект, над которым работает Media Molecule, а существует ещё один, но о нём ещё рано говорить, так как он находится на совсем начальных стадиях разработки.
В феврале 2013 года на официальном сайте Media Molecule в разделе «Созданные игры» появляется страница с заголовком «?» и встроенном в неё видео исполнительницы Toyah на трек It’s A Mystery, намекающая на какую-то неизвестную и таинственную игру. Появление страницы связывают с мероприятием PlayStation Meeting, проведение которого намечено на 20 февраля 2013 года, и на котором ожидается презентация следующей консоли Sony PlayStation 4.
Первая демонстрация Dreams была на PlayStation Meeting 2013. Официальный анонс произошёл на E3 2015.